# Аксиома пары
Аксиомой [существования неупорядоченной] пары называется следующее высказывание теории множеств:
{\displaystyle \forall a_{1}\forall a_{2}\exists c\forall b\ (b\in c\ \leftrightarrow \ b=a_{1}\ \lor \ b=a_{2})}
А именно: «Из любых двух [одинаковых или разных] множеств можно образовать [по меньшей мере одну] „неупорядоченную пару“, то есть такое множество {\displaystyle c}, каждый элемент {\displaystyle b} которого идентичен данному множеству {\displaystyle a_{1}} или данному множеству {\displaystyle a_{2}}.»

## Другие формулировки аксиомы пары
{\displaystyle \forall a_{1}\forall a_{2}\exists c\ (c=\{b:\ b=a_{1}\ \lor \ b=a_{2}\}\ )}
{\displaystyle \forall a_{1}\forall a_{2}\exists c\forall b\ (b\notin c\ \leftrightarrow \ b\neq a_{1}\ \land \ b\neq a_{2})}
{\displaystyle \forall a_{1}\forall a_{2}\exists c\ (a_{1}\in c\ \land \ a_{2}\in c\quad \land \quad \forall b\ (b\neq a_{1}\ \land \ b\neq a_{2}\to b\notin c)\ )}